# Коні в океані
«Коні в океані» — радянський фільм-драма режисера Миколи Гусарова.

## Сюжет
Кримінальна драма. Режисер дитячого театру Костров за безпідставним звинуваченням потрапляє в слідчий ізолятор, де призначається старшим в камеру для малолітніх злочинців. Костров робить величезні зусилля, щоб налагодити нормальні стосунки серед ув'язнених замість кримінальних «понять».